# Manuel Pérez (Politiker)
Manuel Pérez (* 1800 in Granada, Nicaragua; † 1845 ebenda) war vom 31. Mai 1843 bis zum 26. September 1844 Director Supremo (Staatschef) von Nicaragua.
Er war Mitglied der Partido Legitimista.
Um den Guerra de Malespín zu verhindern, vereinbarte Pérez mit Malespín, dass sich die nicaraguanischen Truppen aus Chinandega nach Chichigalpa zurückziehen würden. Dieses Zugeständnis wurde vom Parlament in León nicht mitgetragen. Pérez musste sein Amt an Emiliano Madriz abgeben.